# Ursula Burg

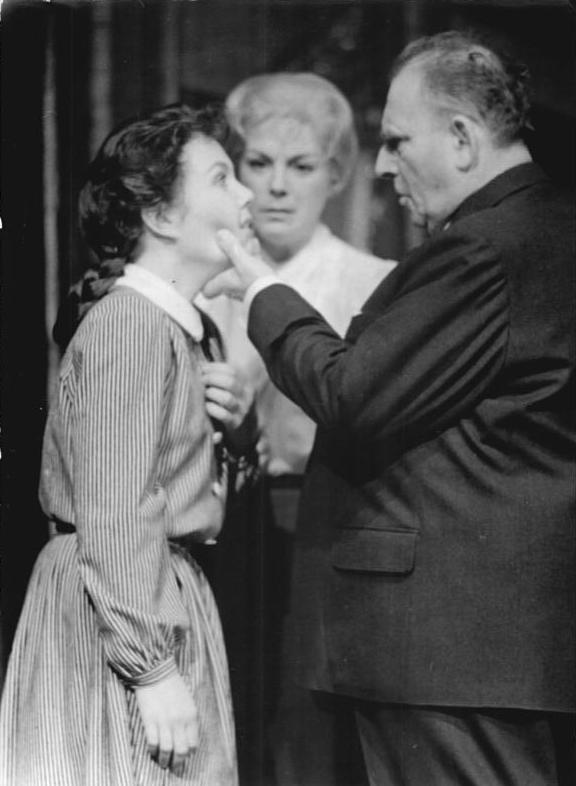
Ursula Burg (Mitte) mit Karola Ebeling (links) und Wolfgang Heinz (rechts) in dem Stück Professor Mamlock, 1959 in den Berliner Kammerspielen

Ursula Burg (* 3. Februar 1919 in Hamburg; † 23. Februar 1996 in München) war eine deutsche Theater- und Filmschauspielerin.

## Leben und Wirken
Als Kind wollte Ursula Burg Ärztin werden, doch sie tat es den Eltern und Geschwistern gleich und ging zur Bühne. Sie besuchte Mitte der 30er Jahre die Schauspielschule des Schauspielhauses Hamburg.
1936 erfolgte der nahtlose Übergang der gerade Siebzehnjährigen ins erste Engagement. In Göttingen verkörperte sie zunächst das Käthchen von Heilbronn, dann Julia (Romeo und Julia) und Luise (Kabale und Liebe). Zu dieser Zeit bereits trat der Regisseur Heinz Hilpert in Kontakt zu ihr.
Das zweite Engagement war in Magdeburg. Hier wiederum war es der wie Hilpert in Berlin wirkende Theaterkritiker Herbert Ihering, der auf sie zukam.
1941 holte Hilpert Ursula Burg schließlich ans Deutsche Theater Berlin. Sie dehnte ihren Wirkungskreis auf die Freie Volksbühne aus. Die Berliner erlebten sie u. a. als Stella und als Emilia Galotti. Sie stand 1944 in der Gottbegnadeten-Liste des Reichsministeriums für Volksaufklärung und Propaganda.
Nach der Geburt ihrer Tochter Konstanze fand sie 1945 eine neue Aufgabe am Künstler-Theater Bremen. Von dort ging es 1947 nach Hamburg. Eine ihrer letzten Rollen am Schauspielhaus war Regine in Ibsens Gespenster an der Seite des 82-jährigen Albert Bassermann.
Entscheidend für ihren nachhaltigen Ruf war, dass der Regisseur Wolfgang Langhoff und Ihering sie 1949 ans Deutsche Theater zurück baten. Sie spielte nun u. a. Minna von Barnhelm, Elisabeth in Don Karlos, Desdemona in Othello (1953), Sittah in Nathan der Weise, Lady Milford in Kabale und Liebe und Candida in George Bernard Shaws gleichnamigem Stück (1960). „Bestechende Leistungen“ attestierte die National-Zeitung exemplarisch ihren Darstellungen der Ruth Sonnenbruck (Leon Kruczkowskis Sonnenbrucks), Maria Stuart, Olivia (William Shakespeares Was ihr wollt) und Roxane (Edmond Rostands Cyrano de Bergerac).
Mit einer Filmfassung der Sonnenbrucks begann 1950/51 eine parallele Karriere. Die nächsten drei Filme wurden im Jahrestakt vorgelegt: 1951/52 Karriere in Paris nach Honoré de Balzac, 1952 der erste nicht klassische Stoff Frauenschicksale und 1953/54 die Umsetzung von Fritz Reuters Versepos Kein Hüsung.
Im Jahr 1957 wurde zwar der nächste DEFA-Film mit ihr in der Hauptrolle fertiggestellt, er durfte aber nicht in die Kinos. Die Schönste wurde teilweise in West-Berlin und mit einigen West-Schauspielern, z. B. Siegfried Schürenberg, gedreht. Entscheidend war aber vermutlich die dem Ministerium für Kultur unzureichende propagandistische Darstellung der kapitalistischen Westfamilie und des heimischen Arbeiterhaushalts.
Zahlreiche Kürzungen, Szenenumstellungen, mit schlichterem Dekor nachgedrehte Szenen, Outtake-Einfügungen sowie eine Rahmenhandlung änderten 1959 nichts am Aufführungsverbot. Erst im Mai 2002 wurden dem Film Rekonstruktion und anschließend Premiere zuteil.
Etwa zeitgleich bekam sie Fernsehrollen, überwiegend in Klassiker-Adaptionen, zugetragen. Dies hielt bis 1961 an, dem Jahr, in dem sie den Kunstpreis für ihr künstlerisches Gesamtschaffen am Deutschen Theater erhielt. Ebenso ins Jahr 1961 fiel ihr letzter Filmauftritt in Professor Mamlock, Friedrich Wolfs antifaschistischem Schauspiel. Sie bemerkte dazu:
„Die Ellen Mamlock steht meistens nur traurig und ratlos herum, sie hat nur wenig Text zu sprechen. Aber gerade das macht die kleine Rolle so schwierig. Und trotzdem hat sie etwas zu sagen, etwas auszusagen, wenn man so will. Sie ist eine von den Tausenden behüteten Frauen des ‚unpolitischen‘ bürgerlichen Intellektuellen, die entweder das Verhängnis gar nicht zur Kenntnis nahmen, weil ihr Leben in den gewohnten Bahnen weiterlief, oder die unter der Last des Geschehenden zusammenbrachen, wenn das Unheil sie direkt ereilte.“
Mit dem Mauerbau im selben Jahr lief Burgs Leben nicht mehr in gewohnten Bahnen, denn sie wohnte im Westteil Berlins. Dem Unheil entging sie jedoch: Nur noch kurz hielt sie ihre Theaterverpflichtung ein; zusammen mit ihrem Kollegen Kurt Conradi entschied sie sich für einen Neuanfang in Gelsenkirchen.
1963 gastierte sie in Luzern. In Nürnberg, wo sie ihren späteren Mann Edgar Walther kennenlernte, beendete sie ihre Laufbahn, um allenfalls noch in Fernsehspielen und Rundfunksendungen mitzuwirken.

## Sekundär-Zitate

### Charakteristik ihrer Theaterschauspielkunst
„Dabei ist Ursula Burg nicht eine Tragödin im herkömmlichen Sinn, sondern eine Charakterdarstellerin umfassenderen Formats, die ihre gepflegte Erscheinung, ihr sonores Organ und ihre bedeutenden schauspielerischen Fähigkeiten in den gegensätzlichsten Rollen immer so einzusetzen weiß, daß die übrigen Mitwirkenden stets in natürlicher Weise ihr zugeordnet erscheinen, ohne von ihrem souveränen Können dominiert zu werden.“

### Charakteristik ihrer Filmschauspielkunst
„[…] Frau Burg ist eine Schauspielerin, die, mit einer nahezu instinktiven Wandlungsfähigkeit ausgestattet, nicht nur strahlende, sondern auch morbide Figuren treffend zu charakterisieren versteht.“

## Filmografie (Auswahl)
- 1951: Die Sonnenbrucks
- 1952: Karriere in Paris
- 1952: Frauenschicksale
- 1954: Kein Hüsung
- 1957: Die Schönste
- 1959: Maria Stuart (Studioaufzeichnung)
- 1961: Professor Mamlock

## Theater
- 1951: Friedrich Schiller: Maria Stuart (Maria Stuart) – Regie: Herwart Grosse (Deutsches Theater Berlin – Kammerspiele)
- 1951: William Shakespeare: Was ihr wollt (Olivia) – Regie: Wolfgang Heinz (Deutsches Theater Berlin – Kammerspiele)
- 1952: Friedrich Schiller: Don Carlos (Elisabeth) – Regie: Wolfgang Langhoff (Deutsches Theater Berlin)
- 1953: Gotthold Ephraim Lessing: Minna von Barnhelm (Minna) – Regie: Hans Jungbauer (Deutsches Theater Berlin – Kammerspiele)
- 1955: Gerhart Hauptmann: Vor Sonnenuntergang (Bettina) – Regie: Wolfgang Heinz (Deutsches Theater Berlin)
- 1956: Hermann Bahr: Das Konzert (Maria) – Regie: Robert Meyn (Deutsches Theater Berlin – Kammerspiele)
- 1957: Frances Goodrich: Das Tagebuch der Anne Frank – Regie: Emil Stöhr (Deutsches Theater Berlin)
- 1958: Anton Tschechow: Drei Schwestern – Regie: Heinz Hilpert (Deutsches Theater Berlin)
- 1959: Maxim Gorki: Sommergäste (Julia) – Regie: Wolfgang Heinz (Deutsches Theater Berlin)

## Hörspiele
- 1950: Maximilian Scheer: Paris, den 28. April – Regie: Werner Stewe (Berliner Rundfunk)
- 1950: Karl Georg Egel: Das Hauptbuch der Solvays – Regie: Gottfried Herrmann (Berliner Rundfunk)
- 1951: Walentina Ljubimowa: Schneeball (Снежок) – Regie: Werner Stewe (Berliner Rundfunk)
- 1951: Maximilian Scheer: Der Hexenmeister – Regie: Werner Stewe (Berliner Rundfunk)
- 1951: Karl Georg Egel: Einer von unseren Tagen – Regie: Gottfried Herrmann (Berliner Rundfunk)
- 1951: Egon Erwin Kisch: Landung verboten – Regie: Werner Stewe (Berliner Rundfunk)
- 1951: Marija Prileschajewa: Deine Freunde sind mit Dir (С тобой товарищи) – Regie: Gottfried Herrmann (Berliner Rundfunk)
- 1952: Adam Tarn: Ortega – Regie: Günther Rücker (Berliner Rundfunk)
- 1954: Johannes R. Becher: Die Winterschlacht – Regie: Hedda Zinner (Rundfunk der DDR)
- 1955: Lion Feuchtwanger: Die Witwe Capet (Marie-Antoinette) – Regie: Günther Rücker (Rundfunk der DDR)
- 1955: Günther Rücker (Nach: Lion Feuchtwanger): Witwe Capet (Marie Antoinette) – Regie: Günther Rücker (Hörspiel – Rundfunk der DDR)
- 1958: Edith Mikeleitis: Johann Georg Forster in Mainz (Frau Forster) – Regie: Richard Hilgert (Rundfunk der DDR)
- 1958: Werner Weisenborn: Yang-Tse-Kiang – Regie: Werner Stewe (Rundfunk der DDR)
- 2002: Marianne Weil/Stefan Dutt: Legionäre, Guerilleros, Saboteure – Regie: Marianne Weil/Stefan Dutt (Ein sozialistisches Gesamthörspiel (Zusammenschnitt) – DLR)

## Synchronrollen (Auswahl)
- 1957: Corinne Calvet in Die schönen Mädchen von Florenz als Bice

## DVD
Die Schönste (Ur- und Zensurfassung) (2 DVDs), 200 Min., 2003